# Israpil Velijanov
Israpil Velijanov (1968 - 18 avril 2011), connu sous le nom d'Amir Hassan, également orthographié Amir Khasan, est un islamiste  qui opérait à l'intérieur de la république du Daghestan. Il dirigeait le groupe armé Sharia Jamaat, et combattait le gouvernement pro-russe de Ramzan Kadyrov sous les ordres de Dokou Oumarov, émir autoproclamé de l'émirat du Caucase.

## Biographie
Il naît en 1968 à Sanchi, dans la région de Levachinski, au Daghestan.
En 1998, il suit une formation au camp d'entraînement de Serzhen-Yurt, dirigé par le saoudien Ibn al-Khattab avant de combattre les Forces armées de la fédération de Russie l'année suivante, lors de la seconde guerre de Tchétchénie (1999-2000).
Il rejoint les rangs de sympathisants à la création de l'émirat du Caucase, fondé à l'automne 2007 par Dokou Oumarov, ex-président de la République tchétchène d'Itchkérie. En octobre 2008, Velijanov est nommé "émir" d'une cellule de djihadistes implantée à Derbent. Il assume alors le commandement du secteur sud du soi-disant Émirat du Caucase, frontalier avec l'Azerbaïdjan. Son groupe est responsable d'un assaut mené en juillet 2009 contre les quartiers de la police de Derbent ayant causé la mort de deux membres des forces de l'ordre.
À la suite du décès de Magomedali Vagabov le 21 août 2010, Dokou Oumarov le nomme "émir" de Sharia Jamaat, une branche de l'Émirat du Caucase implantée au Daguestan. Velijanov était considéré par le Ministère de l'Intérieur daguestanais comme l'un des plus probables successeurs de Vagabov.
Contrairement à son prédécesseur, prédicateur charismatique, Velijanov était perçu comme un combattant aguerri et un commandant expérimenté.
Le 19 octobre 2010, Velijanov s'entoure de deux députés (naibs), Khasan (Adam Guseinov) et Salih (Ibragim-Khalil Daudov), respectivement commandants du secteur nord et du secteur central du Daguestan. Adam Guseinov est tué en janvier 2011 à Khassaviourt.
Le 1er décembre 2010, Israpil Velijanov adresse des menaces au Kremlin et promet de perpétrer des actions similaires aux attentats du 29 mars 2010 à Moscou. Il se présente comme le chef d'une unité destinée à commettre des attaques-suicides sur le territoire russe. Fondée par Chamil Bassaev et Ibn al-Khattab, Dokou Oumarov l'aurait réactivé en 2009.

## Décès
Le 18 avril 2011, Israpil Velijanov est tué avec trois autres militants au cours d'un échange de tirs avec les autorités dans la région de Levachinski. Les agences de presse russes ont affirmé qu'il est décédé après que lui et ses hommes aient tiré sur les forces de l'ordre lors d'un contrôle routier sur l'axe Tashkapur-Khadzhalmakhi. Le Comité national antiterroriste (NAK) a confirmé la mort du
leader islamiste, de même que l'émirat du Caucase. Le 9 mai 2011, Ibragim-Khalil Daudov lui succède à la tête de Sharia Jamaat.